# Amy Baserga
Amy Baserga (Zúrich, 29 de septiembre de 2000) es una deportista suiza que compite en biatlón.
Ganó una medalla de plata en el Campeonato Europeo de Biatlón de 2023, en la prueba de relevo mixto individual. Participó en los Juegos Olímpicos de Pekín 2022, ocupando el octavo lugar en el relevo mixto.

## Palmarés internacional
| Campeonato Europeo | Campeonato Europeo  | Campeonato Europeo | Campeonato Europeo      |
| Año                | Lugar               | Medalla            | Prueba                  |
| ------------------ | ------------------- | ------------------ | ----------------------- |
| 2023               | Lenzerheide (Suiza) | Medalla de plata   | Relevo mixto individual |